# Helianthus grosseserratus
Helianthus grosseserratus — вид квіткових рослин з родини айстрових (Asteraceae).

## Біоморфологічна характеристика
Це багаторічник 100–400(500) см (кореневищні). Стебла прямі, голі. Листки стеблові; протилежні (проксимальні) чи чергуються; листкові ніжки (1)2–5 см; листкові пластинки (від світло- до темно-зелених) від ланцетних до ланцетно-яйцюватих, 10–32 × (1.2)4–9 см, абаксіальні (низ) поверхні запушені й залозисті; краї зазвичай грубо або мілко зубчасті, рідко суцільні (плоскі). Квіткових голів 3–15+. Променеві квітки 14–20; пластинки 23–40 мм. Дискові квітки 100+; віночки 5–6 мм, частки жовті; пиляки від темно-коричневого до чорного забарвлення. Ципсели 3–4 мм, голі. 2n = 34. Цвітіння: пізнє літо — осінь.

## Умови зростання
США (Вісконсин, Західна Вірджинія, Вашингтон, Вірджинія, Техас, Теннессі, Массачусетс, Мериленд, Мен, Луїзіана, Кентуккі, Канзас, Айова, Індіана, Іллінойс, Джорджія, Коннектикут, Арканзас, Мічиган, Міннесота, Міссісіпі, Міссурі, Небраска, Нью-Гемпшир, Нью-Йорк, Північна Дакота, Огайо, Оклахома, Пенсільванія, Південна Дакота, Північна Кароліна, Делавер, Округ Колумбія). Населяє сухі до вологих прерій, інші відкриті місця; 10–300+ метрів.

## Значущість
Цей вид належить до третинного генофонду культивованого соняшнику Helianthus annuus. Крім того, рід Helianthus приваблює велику кількість місцевих бджіл.